# Hermann von Schulze-Gävernitz

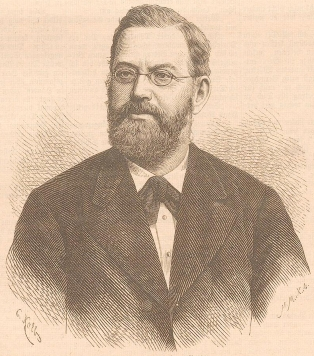
Porträt Hermann von Schulze-Gävernitz aus Illustriertes Unterhaltungs-Blatt, wöchentliche Beilage zum Darmstädter Tagblatt. Darmstadt, 1888

Hermann Johann Friedrich von Schulze-Gävernitz (bis zur Nobilitierung in seinem Todesjahr Hermann Schulze; * 24. September 1824 in Jena; † 27. Oktober 1888 in Heidelberg) war ein deutscher Rechtswissenschaftler, Staatsrechtler und Rechtshistoriker. Er war die unbestrittene Autorität des Fürstenrechts.

## Leben

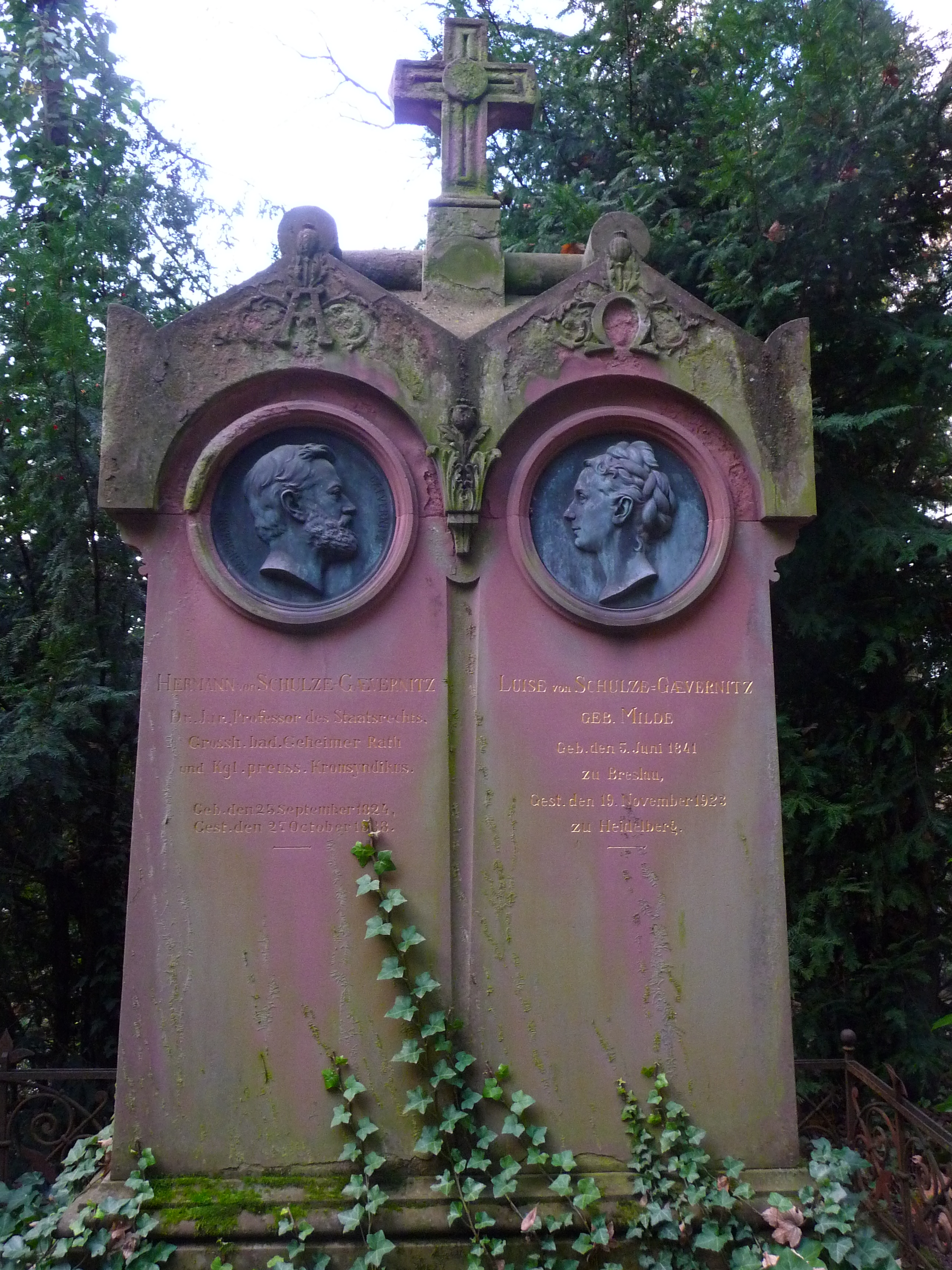
Grabanlage des Ehepaares Hermann und Louise von Schulze-Gävernitz auf dem Heidelberger Bergfriedhof, geschmückt von zwei Hochrelief Tondos aus Bronze mit den Bildnissen des Paares im Profil zugewandt

Als Sohn des Nationalökonomen und Landwirts Friedrich Gottlob Schulze studierte er Rechtswissenschaft an der Universität Jena. 1842 wurde er Mitglied der Burschenschaft Arminia auf dem Burgkeller.  Er promovierte zum Dr. iur. und habilitierte sich 1847 in Jena.
Er begrüßte begeistert die Deutsche Revolution 1848/1849 und war davon überzeugt, dass nur Preußen einen deutschen Nationalstaat schaffen könne. Nach dem Scheitern der Revolution bereiste er 1851 England, Frankreich und Belgien.
1857 folgte er dem Ruf der Königliche Universität zu Breslau auf ihren Lehrstuhl für Staatsrecht. Der Besuch seiner patriotischen Vorlesungen wurde den Burschenschaftern zur Pflicht gemacht. Als Altliberaler wurde er Mitglied der Nationalliberalen Partei, die ihn als Kandidaten für den Preußischen Landtag aufstellte. Die Rede für seinen Freund Leo Molinari wurde von Gustav Freytag als Meisterwerk gerühmt.
1863 heiratete er Louise Milde, die Tochter des preußischen Politikers und Industriellen Karl August Milde. Aus dieser Ehe gingen fünf Kinder hervor. Ein Sohn war der spätere Nationalökonom und Politiker Gerhart von Schulze-Gaevernitz. Eine Tochter heiratete den Theologen Hans Hinrich Wendt.
Nach dem Deutschen Krieg widmete er sich dem Staatsrecht des Norddeutschen Bundes, den er als Provisorium ansah. Er schrieb Lebensbilder Robert von Mohls und seines Vaters. 1869 wurde er Preußischer Kronsyndikus und – aufgrund der Verfassung Preußens – lebenslanges Mitglied des Preußischen Herrenhauses. Für das akademische Jahr 1873/74 zum Rektor der Universität Breslau gewählt, befasste Schulze sich in seiner Rektoratsrede am 15. Oktober 1873 mit dem Rechtsschutz auf dem Gebiete des öffentlichen Rechts.
Obwohl er in Krainsdorf in der Grafschaft Glatz ein Rittergut erworben hatte, wechselte er 1878 an die Ruprecht-Karls-Universität Heidelberg. Von 1881 bis 1888 vertrat er die Universität in der Ersten Kammer der Badische Ständeversammlung. Wie viele bedeutende Hochschullehrer wurde Schulze im Dreikaiserjahr 1888, wenige Monate vor seinem Tod, nobilitiert und gehörte seither dem badischen Personenadel an; bei dieser Gelegenheit fügte er seinem Namen den väterlichen Gutshof Gävernitz hinzu. Mit 64 Jahren starb er im Amt.
Wie kein anderer befasste Schulze sich mit dem Recht von Dynastien, nicht nur im Königreich Preußen, sondern auch im Königreich Portugal, im Fürstentum Lippe und im Herzogtum Oels. 1866 veröffentlichte er eine Artikelreihe in der Schlesischen Zeitung, die als Sammelband erschien. Für seine maßgeblichen Arbeiten zum Fürstentum Neuenburg erhielt er den Roten Adlerorden.

## Werke
- Staatshaushalt des neuen deutschen Reiches.
- Der Freiherr vom Stein und seine Bedeutung für Deutschlands Wiedergeburt. Jena 1850
- Das Recht des Erstgeborenen in den deutschen Fürstenhäusern und seine Bedeutung für die deutsche Staatsentwicklung. 1851
- Die staatsrechtliche Stellung des Fürstentums Neuenburg in ihrer geschichtlichen Entwickelung und staatsrechtlichen Bedeutung. Jena 1854
- Hausgesetze der regierenden deutschen Fürstenhäuser mit geschichtlich-staatsrechtlichen Einleitungen. 1862
- Johann Jakob Moser. Der Vater des deutschen Staatsrechts. Berlin 1869
- Das Erb- und Familienrecht der deutschen Dynastien des Mittelalters. Ein Beitrag zur Geschichte des deutschen Fürstenrechts, Carl Gustav Homeyer gewidmet. Halle (Saale) 1871
- Lehrbuch des deutschen Staatsrechts, 2 Bde.
  - Band 1:  Das deutsche Landesstaatsrecht, Breitkopf & Härtel, Leipzig 1881 (google-books.de).
  - Band 2: Das deutsche Reichsstaatsrecht, Breitkopf & Härtel, Leipzig 1886 (google-books.de)
- Das preussische Staatsrecht – auf Grundlage des deutschen Staatsrechts. Leipzig 1870–1877